# ライ麦畑の反逆児 ひとりぼっちのサリンジャー
『ライ麦畑の反逆児 ひとりぼっちのサリンジャー』（ライむぎばたけのはんぎゃくじ ひとりぼっちのサリンジャー、Rebel in the Rye）は2017年のアメリカ合衆国の伝記映画。監督はダニー・ストロング、主演はニコラス・ホルトが務めた。本作はケネス・スラウェンスキーが2012年に上梓した評伝『サリンジャー 生涯91年の真実』を原作としている。なお、本作はストロングの映画監督デビュー作である。

## ストーリー
1950年、J・D・サリンジャーは小説『ライ麦畑でつかまえて』を発表した。同書は保守層からバッシングを受けたものの、若者たちからは高く評価され、一大ベストセラーとなった。売れっ子作家としての名声を得たサリンジャーだったが、やがて、彼は隠遁者のような生活を送るようになった。本作はサリンジャーがそのような生き方を選択するに至った理由を解明するべく、彼の青年期を描き出していく。

## キャスト
※括弧内は日本語吹替
- J・D・サリンジャー - ニコラス・ホルト（興津和幸）
- ウーナ・オニール - ゾーイ・ドゥイッチ（三重野帆貴）
- ウィット・バーネット（英語版） - ケヴィン・スペイシー（仲野裕）
- ドロシー・オールディング - サラ・ポールソン（田村千恵）
- ジルー - ブライアン・ダーシー・ジェームズ
- ソル・サリンジャー - ヴィクター・ガーバー（丸山壮史）
- マリアム・サリンジャー - ホープ・デイヴィス（くわばらあきら）
- クレア・ダグラス - ルーシー・ボイントン（髙瀨友）
- ガス・ロブラノ - ジェームズ・アーバニアク（英語版）
- ナイジェル・ベンチ - アダム・ブッシュ（英語版）
- ウィリアム・マックスウェル - ジェファーソン・メイズ（英語版）
- その他の日本語吹き替え‐露崎亘、箆津弘順、木村隼人、橋本信明、ボルケーノ太田、藤井隼、下田屋有依、蘭乃和佳子

## 製作
2014年4月29日、ダニー・ストロングがJ・D・サリンジャーの伝記映画『Salinger's War』を製作する意向であるとの報道があった。2015年8月31日、タイトルが『Rebel in the Rye』に変更され、ニコラス・ホルトがサリンジャー役に起用されると報じられた。2016年1月19日、ケヴィン・スペイシーがキャスト入りした。2月12日、ブライアン・ダーシー・ジェームズ、ホープ・デイヴィス、ローラ・ダーンが本作に出演すると報じられた。3月9日、ゾーイ・ドゥイッチの出演が決まった。10日、ヴィクター・ガーバーが本作に出演することになったとの報道があった。4月7日、ルーシー・ボイントンが起用されたと報じられた。26日、サラ・ポールソンの起用が発表されると共に、本作の主要撮影が始まった。5月、ジェームズ・アーバニアクがキャスト入りした。

## 公開・興行収入
2017年1月24日、本作はサンダンス映画祭でプレミア上映された。2月28日、IFCフィルムズが本作の全米配給権を購入したと報じられた。7月20日、本作のファースト・トレイラーが公開された。
2017年9月8日、本作は全米4館で限定公開され、公開初週末に3万7967ドルを稼ぎ出し、週末興行収入ランキング初登場51位となった。

## 評価
本作に対する批評家の評価は芳しいものではない。映画批評集積サイトのRotten Tomatoesには75件のレビューがあり、批評家支持率は28%、平均点は10点満点で5.2点となっている。また、Metacriticには30件のレビューがあり、加重平均値は46/100となっている。